# Майстер-старшина
Майстер-старшина — військове звання сержантського і старшинського складу у військово-морських силах Військово-Морських Силах ЗСУ та Морської охорони України.
В Збройних силах України звання майстер-старшина за старшинством розташоване між званнями «штаб-старшина» та «старший майстер-старшина».
У Сухопутних військах та Повітряних силах Збройних сил України це звання відповідає званню майстер-сержант.

## Звання вВійськово-Морських Силах Збройних Силах України
Збройні Сили України які були засновані у 1991 році внаслідок розпаду СРСР, з частини Чорноморського флоту ВМС СРСР перейняли радянський зразок військових звань, а також радянських знаків розрізнення. Серед військових звань старшинського складу були присутні звання: старшина II статті, старшина І статті, головний старшина, головний корабельний старшина.

### Реформа2016року
05.07.2016 року був затверджений Президентом України «Проєкт однострою та знаки розрізнення Збройних Сил України», де серед іншого були розглянуті зміни серед військових звань та нові знаки розрізнення військовослужбовців, які стали відрізнятися від попередніх побудованих за радянським зразком.

### Зміни2017року
Законопроєктом № 6372 від 13 квітня 2017 р. в Україні пропонувалося замінити звання старший прапорщик на майстер-сержант, відповідне йому корабельне звання старший мічман — на майстер-старшина.
18.07.2017 року вийшов наказ Міністерства оборони України №370 «Про затвердження Зразків військової форми одягу та загальних вимог до знаків розрізнення військовослужбовців та ліцеїстів військових ліцеїв» , де частково затверджуються пропозиції Проєкту  2016 року.
20.11.2017 року виходить наказ Міністерства оборони України №606 де уточнюються правила носіння і використання однострою військовослужбовцями. Для корабельного складу ВМС знаками розрізнення стають стрічки на рукавах та на погонах.

### Зміни2019року
17 листопада 2019 р. Верховна Рада України прийняла закон «Про внесення змін до деяких законодавчих актів України щодо виконання військового обов'язку та проходження військової служби» щодо запровадження нових сержантських звань у Збройних Силах України відповідно до стандартів НАТО (раніше зареєстрований за № 0906), 29 листопада Закон підписаний президентом України. Закон набрав чинності (стосовно військових звань) через 10 місяців після опублікування — 1 жовтня 2020 року.
Верховна рада України, затвердила законопроєкт яким скасовувалися звання прапорщик та мічман, а також вводилися нові сержантські та старшинські звання. Так до сержантського та старшинського складу входили звання: молодший сержантський та старшинський склад (старшина II статті, старшина І статті), старший сержантський та старшинський склад (головний старшина, головний корабельний старшина, штаб-старшина), вищий сержантський та старшинський склад (майстер-старшина, старший майстер-старшина, головний майстер-старшина) .

### Реформа2020року
30.06.2020 року виходить наказ Міністерства оборони України №238 «Про внесення змін до наказу Міністерства оборони України від 20 листопада 2017 року  №606» , де фігурують нові сержантські та старшинські звання та надано опис знаків розрізнення.
4 листопада 2020 року виходить наказ Міністерства оборони України №398 «Про затвердження Змін до Правил носіння військової форми одягу та знаків розрізнення військовослужбовцями Збройних Сил України, Державної спеціальної служби транспорту та ліцеїстами військових ліцеїв», де серед іншого надавався опис знаків розрізнення та опис одностроїв, а також надано зображення знаків розрізнення. До старшинського складу стали входити звання: старшина II статті, старшина І статті, головний старшина, головний корабельний старшина, штаб-старшина, майстер-старшина, старший майстер-старшина, головний майстер-старшина.
Знаки розрізнення побудовані на комбінації шевронів (кутів) та дугових шевронів, які розміщені на погоні чи нашивці.
Знаками розрізнення майстер-старшини є один широкий шеврон (кут), нижче якого два дугових шеврони. У 2016-2020 роках, ці знаки розрізнення використовував мічман.